# Tarnowska Wola (gromada w powiecie tarnobrzeskim)
Tarnowska Wola – dawna gromada, czyli najmniejsza jednostka podziału terytorialnego Polskiej Rzeczypospolitej Ludowej w latach 1954–1972.
Gromady, z gromadzkimi radami narodowymi (GRN) jako organami władzy najniższego stopnia na wsi, funkcjonowały od reformy reorganizującej administrację wiejską przeprowadzonej jesienią 1954 do momentu ich zniesienia z dniem 1 stycznia 1973, tym samym wypierając organizację gminną w latach 1954–1972.
Gromadę Tarnowska Wola z siedzibą GRN w Tarnowskiej Woli utworzono – jako jedną z 8759 gromad na obszarze Polski – w powiecie tarnobrzeskim w woj. rzeszowskim na mocy uchwały nr 34/54 WRN w Rzeszowie z dnia 5 października 1954. W skład jednostki weszły obszary dotychczasowych gromad Tarnowska Wola, Alfredówka i Rozalin ze zniesionej gminy Dęba w tymże powiecie. Dla gromady ustalono 17 członków gromadzkiej rady narodowej.
29 lutego 1956 do gromady Tarnowska Wola włączono część obszaru o pow. 24,8 ha, na której znajduje się las państwowy z gromady Krzątka w powiecie kolbuszowskim w tymże województwie.
30 czerwca 1960 gromadę zniesiono, włączając jej obszar do gromady Dęba w tymże powiecie.